# Anicka Newell
Anicka Newell (Denton, Estados Unidos, 5 de agosto de 1993) es una deportista de Canadá que compite en atletismo. Participó en dos Juegos Olímpicos en la prueba de salto con pértiga, en Río de Janeiro 2016 terminó en la posición 29 y en Tokio 2020 fue eliminada por no terminar ningún salto.